# 左家乘降所
左家乘降所是位于吉林省吉林市左家镇的一个铁路乘降所，邮政编码132204。原为左家站，建于1946年，有长图铁路经过该站，现已拆除改为乘降所。该乘降所距离长春站78公里，隶属沈阳铁路局吉林车务段，原为四等站。该乘降所及其上下行区间均未电气化。4375/6次、K7387次、k7388次列车在此办理客运业务。